# Északkeleti Egyetem Jogi Intézet
Az Északkeleti Egyetem Jogi Intézetét 1898-ban alapították esti iskolaként.

## Története
A bostoni YMCA 1898-ban indította el esti munkarendű jogi képzését. A térségben mindössze kettő jogi iskola működött; a hallgatók valamely ügyvédi irodában jogot olvasva tanultak, azonban a módszer vesztett hatékonyságából. A YMCA képzését tanácsadó testület segítette, amelynek tagjai James Barr Ames, a Harvard Egyetem Jogi Intézetének dékánja, Samuel Bennett, a Bostoni Egyetem Jogi Intézetének dékánja és James R. Dunbar bíró voltak. A Bostoni YMCA Jogi Esti Iskolája 1904-től bocsáthatott ki alapdiplomákat. 1917-ben és 1919 kettő további massachusettsi, 1921-ben pedig egy Rhode Island-i campus nyílt; előbbiek 1942-ben bezártak, utóbbi pedig a Nyugat-Új-Angliai Egyetem intézeteként működik tovább. Robert Stevens jogtörténész szerint az intézményben az esetmódszerrel (a hallgatókat döntéskényszerbe hozzák) tanítottak, így az elitista iskolák alternatívája kívántak lenni a munkás férfiak számára.
Az intézmény mai nevét 1922-ben vette fel, és nők is ettől az évtől jelentkezhetnek. New York állam 1943-ban, az Amerikai Ügyvédi Kamara 1969-ben akkreditálta, 1945-ben pedig az Amerikai Jogi Iskolák Szövetségének tagja lett.
Carl Ell, az Északkeleti Egyetem rektora 1953 áprilisában bejelentette az intézet bezárását, melynek okaként a számos hasonló intézmény megnyitása miatti létszámcsökkenést nevezte meg (az 1937–38-as tanévben még 1328 hallgatójuk volt, ez 1953-ban 196 főre csökkent). Az iskola épületét eladták. 1966-ban massachusettsi bírók (az intézmény öregdiákjai) az anyaintézmény kooperatív oktatási modelljét alapul véve újranyitották az intézetet, melynek dékánja Thomas J. O’Toole, a Harvard egykori hallgatója lett. A Gryzmish épület később az Asa S. Knowlesről elnevezett jogi központ része lett. A szigorú felvételi szabályok miatt a 125 hallgató szinte mindegyike jómódú családból és a legrangosabb intézményekből érkezett. A gólyák fele nő volt.

## Oktatás
Az intézet a hagyományos képzés mellett online részidős jogi képzéseket, valamint média-tanácsadói mesterképzést kínál. A felsőoktatási szakképzés keretében a betegjogok, a szellemi jog, valamint az üzleti élet és az emberi erőforrások területén folyik oktatás.
Az osztatlan képzés három év alatt elvégezhető, ezalatt három különböző helyen kell szakmai gyakorlatot folytatni. A hallgatókat oktatóik és gyakorlatvezetőik osztályzatok helyett írásban értékelik.

### Rangsorok
Az intézményt a The National Jurist a gyakorlati képzés kategóriájában, a The Princeton Review pedig a hallgatók szabadelvűségében az első helyre sorolta.

## Folyóiratok
A Northeastern University Law Review a hallgatók által összeállított, évente kétszer megjelenő jogi szakfolyóirat. Az intézet közreműködik az Amerikai Jogi Iskolák Szövetsége által negyedévente kiadott Journal of Legal Educationben.

## Nevezetes személyek
- Candace S. Kovacic-Fleischer, a nemek közti egyenlőség oktatója[16]
- Chase Strangio, az Amerikai Polgárjogi Unió ügyvédje, transzjogi aktivista[17]
- Courtney Hunt, filmrendező[18]
- Dana Fabe, az Alaszkai Legfelsőbb Bíróság bírója[19]
- Delissa A. Ridgway, a Nemzetközi Kereskedelmi Bíróság bírója[20]
- Emily Gray Rice, ügyvéd[21]
- Harold Donohue, képviselő[22]
- Janet Bond Arterton, Massachusetts körzeti bírója[23]
- Kumiki Gibson, Al Gore tanácsadója[24]
- Landya B. McCafferty, New Hampshire körzeti bírója[25]
- Leocadia I. Zak, a georgiai Agnes Scott Főiskola rektora[26]
- Leslie Winner, szenátor[27]
- Maggie Hassan, szenátor[28]
- Margot Botsford, a Massachusettsi Legfelsőbb Bíróság bírója[29]
- Marie-Therese Connolly, az idősek jogairól szóló törvény megalkotója[30]
- Martín Espada, költő[31]
- Mary Bonauto, polgárjogi tanácsadó és ügyvéd[32]
- Maura Healey, Massachusetts államügyésze[33]
- Mo Cowan, szenátor[34]
- Peter Franchot, Massachusetts számvivője[35]
- Rachael Rollins, Suffolk megye ügyésze[36]
- Rashida Richardson, politikakutató[37]
- Rishi Reddi, író[38]
- Thomas A. Flaherty, képviselő[39]
- Timothy M. Burgess, Alaszka körzeti bírója[40]
- Urvashi Vaid, író[41]
- Victoria A. Roberts, Massachusetts körzeti bírója[42]

## Fordítás
- Ez a szócikk részben vagy egészben  a   Northeastern University School of Law című angol Wikipédia-szócikk ezen változatának fordításán alapul.  Az eredeti cikk szerkesztőit annak laptörténete sorolja fel. Ez a jelzés csupán a megfogalmazás eredetét és a szerzői jogokat jelzi, nem szolgál a cikkben szereplő információk forrásmegjelöléseként.